# قطعنامه ۱۰۶۴ شورای امنیت
قطعنامه ۱۰۶۴ شورای امنیت سازمان ملل متحد که در تاریخ ۱۱ جولای ۱۹۹۶ تصویب شد، سندی بین‌المللی دربارهٔ بررسی وضعیت در آنگولا است. این قطعنامه طی نشست ۳۶۷۹ام با ۱۵ رای موافق، ۰ مخالف و ۰ ممتنع تصویب شد.